# Honjō, Saitama
Honjō (本庄市 Honjō-shi) là một thành phố thuộc tỉnh Saitama, Nhật Bản.